# Ириновка (Гомельская область)
Ириновка (бел. Ірынаўка) — деревня в Ветковском горсовете Ветковского района Гомельской области Белоруссии.
В результате катастрофы на Чернобыльской АЭС и радиационного загрязнения жители (42 семьи) переселены в 1992 году в чистые места.

## География

### Расположение
В 17 км на восток от Ветки, 39 км от Гомеля.

### Гидрография
На западе мелиоративные каналы.

## Транспортная сеть
Транспортные связи по просёлочной, потом автодорогам Демьянки — Добруш и Добруш — Ветка. Планировка состоит из прямолинейной улицы, ориентированной с юго-запада на северо-восток и застроенной двусторонне деревянными домами усадебного типа.

## История
По письменным источникам известна с начала XX века. В 1909 году выселок в Вылевской волости Рогачёвского уезда Могилёвской губернии, 570 десятин земли. В 1926 году деревня в Попсуевском сельсовете Ветковского района Гомельского округа, работали почтовое отделение, начальная школа. В 1929 году организован колхоз. Во время Великой Отечественной войны 23 жителя погибли на фронте. Входила в состав колхоза «Победитель» (центр — деревня Попсуевка).

## Население

### Численность
- 2010 год — жителей нет.

### Динамика
- 1909 год — 12 дворов, 48 жителей.
- 1926 год — 72 двора, 300 жителей.
- 1940 год — 76 дворов.
- 1959 год — 279 жителей (согласно переписи).
- 1992 год — жители (42 семьи) переселены.